# Game of Thrones (2.ª temporada)
A segunda temporada de Game of Thrones foi anunciada pela HBO em 19 de abril de 2011, dois dias depois da estreia da primeira temporada. David Benioff e D. B. Weiss continuam como showrunners e produtores executivos. A segunda temporada estreou em 1 de abril de 2012.

## Elenco e personagens

### Principal

#### Estrelando
- Peter Dinklage como Tyrion Lannister[2]
- Lena Headey como Cersei Lannister[2]
- Nikolaj Coster-Waldau como Jaime Lannister[2]
- Michelle Fairley como Catelyn Stark[2]
- Emilia Clarke como Daenerys Targaryen[2]
- Aidan Gillen como Petyr "Mindinho" Baelish[2]
- Iain Glen como Jorah Mormont[2]
- Kit Harington como Jon Snow[2]
- Charles Dance como Tywin Lannister[2]
- Liam Cunningham como Davos Seaworth[2]
- Isaac Hempstead Wright como Bran Stark[2]
- Richard Madden como Robb Stark[2]
- Sophie Turner como Sansa Stark[2]
- Maisie Williams como Arya Stark[2]
- Alfie Allen como Theon Greyjoy[2]
- John Bradley como Samwell Tarly[2]
- Jack Gleeson como Joffrey Baratheon[2]
- Rory McCann como Sandor "Cão de Caça" Clegane[2]
- Natalie Dormer como Margaery Tyrell[2]
- Stephen Dillane como Stannis Baratheon[2]
- Carice van Houten como Melisandre[2]
- James Cosmo como Jeor Mormont[2]
- Jerome Flynn como Bronn[2]
- Conleth Hill como Varys[2]
- Sibel Kekilli como Shae[2]

#### Também estrelando
- Jason Momoa como Khal Drogo

### Convidado
Os atores recorrentes listados aqui são os que apareceram na segunda temporada. Eles estão listados pela região em que aparecem pela primeira vez.
| - Simon Armstrong como Qhorin Halfhand - Ben Crompton como Eddison Tollett - Mark Stanley como Grenn - Edward Dogliani como o Senhor dos Ossos - Rose Leslie como Ygritte - Robert Pugh como Craster - Hannah Murray como Gilly - Ian Whyte & Ross Mullan como Caminhantes Brancos - Callum Wharry como Tommen Baratheon - Aimee Richardson como Myrcella Baratheon - Julian Glover como Grande Meistre Pycelle - Dominic Carter como Janos Slynt - Ian Beattie como Meryn Trant - Eugene Simon como Lancel Lannister - Wilko Johnson como Ilyn Payne - Daniel Portman como Podrick Payne - Tony Way como Dontos Hollard - Roy Dotrice como Wisdom Hallyne - Andrew Wilde como Tobho Mott - Esmé Bianco como Ros - Antonia Christophers como Mhaegen - Sahara Knite como Armeca - Maisie Dee como Daisy - Josephine Gillan como Marei - Gethin Anthony como Renly Baratheon - Gwendoline Christie como Brienne de Tarth - Finn Jones como Loras Tyrell - Kerr Logan como Matthos Seaworth - Lucian Msamati como Salladhor Saan - Oliver Ford Davies como Meistre Cressen - Patrick Malahide como Balon Greyjoy - Gemma Whelan como Yara Greyjoy - Ralph Ineson como Dagmer Cleftjaw - Forbes KB como Lorren Negro - David Coakley como Drennan | - Art Parkinson como Rickon Stark - Donald Sumpter como Meistre Luwin - Ron Donachie como Rodrik Cassel - Peter Ballance como Farlen - Kristian Nairn como Hodor - Natalia Tena como Osha - Oona Chaplin como Talisa Maegyr-Stark - Michael McElhatton como Roose Bolton - John Stahl como Rickard Karstark - Paul Caddell como Jacks - Aidan Crowe como Quent - Tyrone McElhennon como Torrhen Karstark - Fintan McKeown como Amory Lorch - Ian Gelder como Kevan Lannister - Ian Whyte como Gregor Clegane - Karl Davies como Alton Lannister - Anthony Morris como o Cócegas - Andy Kellegher como Polliver - David Fynn como Rennick - Francis Magee como Yoren - Joe Dempsie como Gendry - Ben Hawkey como Torta Quente - Eros Vlahos como Lommy Greenhands - Tom Wlaschiha como Jaqen H'ghar - Andy Beckwith como Rorge - Gerard Jordan como Biter - Nonso Anozie como Xaro Xhoan Daxos - Ian Hanmore como Pyat Pree - Nicholas Blane como o Rei das Especiarias - Slavko Juraga como o Rei da Seda - Laura Pradelska como Quaithe - Steven Cole como Kovarro - Elyes Gabel como Rakharo - Roxanne McKee como Doreah - Amrita Acharia como Irri |

## Produção
A emissora HBO confirmou a segunda temporada de Game of Thrones em 19 de abril de 2011. David Benioff e D. B. Weiss continuam como showrunners e produtores executivos, e já temos alguns atores confirmados para o elenco. Dentre eles estão a atriz Carice van Houten que interpretará Melisandre, e o ator Stephen Dillane que interpretará Stannis Baratheon.
Charles Dance e John Bradley, que interpretaram Tywin Lannister e Samwell Tarly, respectivamente, como personagens recorrentes na primeira temporada da série, foram promovidos para o elenco principal na segunda temporada.
A segunda temporada estreou em 1 de abril de 2012.

## Episódios
| N.º na série | N.º na temp. | Título                                                                 | Dirigido por   | Escrito por                 | Exibição original   | Audiência (milhões) |
| --- | ------------ | ---------------------------------------------------------------------- | -------------- | --------------------------- | ------------------- | ------------------- |
| 11 | 1            | "The North Remembers" "(O Norte Se Lembra)" (BR)                       | Alan Taylor    | David Benioff & D. B. Weiss | 1 de abril de 2012  | 3.86                |
| Para consternação da Rainha Cersei, Tyrion assume o cargo de Mão do Rei, o conselheiro real de Porto Real. Na ilha de Pedra do Dragão, o antigo lar dos Targaryen, Stannis Baratheon planeja uma invasão para conquistar o trono de seu falecido irmão, se aliando com Melisandre, uma estranha sacerdotisa de um estranho deus. Stannis reivindica publicamente o Trono de Ferro, revelando que Joffrey não é filho de Robert e que há também um bastardo de seu irmão como herdeiro do trono. Joffrey ordena que os soldados massacrem os bastardos de Robert, um dos quais, chamado Gendry, consegue escapar de Porto Real junto com Arya. Tendo ganho três vitórias, Robb oferece a paz aos Lannister em troca da independência do Norte e do retorno de Sansa, enviando Theon para obter o apoio de Balon, seu pai e Catelyn para buscar aliança com Renly Baratheon, que também reivindica o trono. Além da Muralha, a Patrulha da Noite encontra abrigo na casa de Craster e suas filhas-esposas. No Norte, Bran preside uma tediosa Winterfell, enquanto em Essos, Daenerys, seus três dragões e seu khalasar viajam pelo Deserto Vermelho à procura de aliados, ou água.                                                                    |              |                                                                        |                |                             |                     |                     |
| 12 | 2            | "The Night Lands" "(As Terras Noturnas)" (BR)                          | Alan Taylor    | David Benioff & D. B. Weiss | 8 de abril de 2012  | 3.76                |
| Retornando à sua casa em Pyke depois de nove anos como ala dos Starks, Theon está reunido com sua irmã, Yara, e Balon, que despreza Theon por sua aliança ao Norte, revelando que e pretende reconquistar sua coroa pela força e reinstaurar o Reino das Ilhas de Ferro. No caminho para a Muralha, Arya revela sua verdadeira identidade a Gendry. Ao norte da Muralha, Tarly se envolve com uma das filhas de Craster, Gilly, que está grávida e teme por seu filho ainda não nascido; Jon Snow está relutante em ajudá-la apesar dos pedidos de Tarly. No Deserto Vermelho, um dos cavalos da tropa de Daenerys retorna com a cabeça decepada de seu cavaleiro em uma bolsa, com uma mensagem de um de seus inimigos. Em Pedra do Dragão, Stannis faz sexo com Melisandre para obter o filho que sua esposa não pode lhe dar. Davos Seaworth recruta Salladhor Saan, um pirata, para que ele se una a Stannis e Melisandre e faça parte de uma invasão naval à Porto Real. Snow descobre que Craster sacrifica seus filhos aos Caminhantes Brancos; em resposta, Craster bate em Snow deixando-o inconsciente. |              |                                                                        |                |                             |                     |                     |
| 13 | 3            | "What Is Dead May Never Die" "(O Que Está Morto Não Pode Morrer)" (BR) | Alik Sakharov  | Bryan Cogman                | 15 de abril de 2012 | 3.77                |
| Catelyn Stark chega ao acampamento de Renly Baratheon para negociar uma aliança, observando a guerreira Brienne de Tarth ganhar o direito de se juntar à guarda de Renly. Renly se casou recentemente com Margaery, a irmã de Loras da Casa Tyrell do castelo Jardim de Cima, mas se recusa a fazer sexo com ela por ter sentimentos por Loras. Nas Ilhas de Ferro, Balon faz um plano para atacar o Norte, liderado por sua filha Yara. Depois de queimar uma carta avisando Robb do ataque iminente de Balon, Theon volta a juntar-se aos Greyjoys em uma cerimônia baseada na água. Em Porto Real, Tyrion faz um plano para descobrir quem está na confiança de Cersei; ele dá para sua amante, Shae, o cargo de serva de Sansa. Além da Muralha, Craster exige que a Patrulha da Noite partam. Jon Snow descobre que Jeor já sabia sobre os crimes de Craster. No caminho para a Muralha, o bando de recrutas da Patrulha da Noite é atacado por soldados dos Lannisters. Yoren é morto e Arya é feita prisioneira. Este última afirma que Gendry era um menino já morto. |              |                                                                        |                |                             |                     |                     |
| 14 | 4            | "Garden of Bones" "(O Jardim dos Ossos)" (BR)                          | David Petrarca | Vanessa Taylor              | 22 de abril de 2012 | 3.65                |
| Catelyn tenta convencer os irmãos Baratheon a abandonar sua briga e se unir contra os Lannister; mas Stannis exige que Renly se submeta ao seu comando. Baelish visita Catelyn e oferece uma troca de Jaime por suas filhas. Melisandre dá à luz uma criatura sombria. Joffrey pune Sansa pelas vitórias de Robb, e Tyrion tenta acalmar seu sobrinho com "agrados", mas em troca, Joffrey é cruel com as prostitutas que Tyrion lhe envia como "presentes". Tyrion também descobre sobre o relacionamento incestuoso entre Cersei e seu primo, Lancel, forçando o último a espioná-la, ameaçando revelá-lo a Joffrey. Arya e Gendry são levados como cativos para o castelo de Harrenhal, onde os prisioneiros são torturados até a morte. Tywin Lannister chega e pára a tortura, escolhendo Arya como sua criada sem saber sobre sua verdadeira identidade. Depois de sua jornada exaustiva pelo deserto, Daenerys chega aos portões da próspera cidade de Qarth, onde Daxos, membro do Conselho dos Treze, convence os outros a deixar sua caravana entrar na cidade. |              |                                                                        |                |                             |                     |                     |
| 15 | 5            | "The Ghost of Harrenhal" "(O Fantasma de Harrenhal)" (BR)              | David Petrarca | David Benioff & D. B. Weiss | 29 de abril de 2012 | 3.90                |
| H'ghar, um dos três prisioneiros enjaulados que Arya salvou, promete matar três pessoas de sua escolha a fim de pagar sua dívida para com ela. Ela aceita e primeiro que escolhe é Tickler, o homem que torturou mortalmente os cativos. Após a morte de Renly nas mãos do assassino sombrio que Melisandre deu à luz, Catelyn e Brienne, que são acusadas do assassinato, são forçadas a fugir do acampamento. Excluindo os Tyrells, as forças de Renly se submetem a Stannis. Brienne jura lealdade a Catelyn enquanto Theon navega de Pyke preparado para provar que ele é um verdadeiro Nascido do Ferro, com planos de capturar Winterfell enquanto Robb estiver ausente. Tyrion aprende com Lancel sobre o Fogo Vivo, uma substância que produz grandes chamas que será usado para destruir a frota e o exército de Stannis durante a próximo batalha. A Patrulha da Noite chega a uma antiga fortaleza chamada Punho dos Primeiros Homens, onde Jeor permite que Jon Snow se junte à equipe liderada por um veterano chamado Metade de Mão para matar o líder inimigo. Em Qarth, Daxos propõe casamento a Daenerys em troca de fornecer-lhe a riqueza para conquistar os Sete Reinos. Já Jorah a convence a ganhar o apoio do povo Westerosi. |              |                                                                        |                |                             |                     |                     |
| 16 | 6            | "The Old Gods and the New" "(Os Deuses Antigos e os Novos)" (BR)       | David Nutter   | Vanessa Taylor              | 6 de maio de 2012   | 3.88                |
| Myrcella, filha de Cersei, é mandada embora de Porto Real. Theon Greyjoy consegue dominar Winterfell e executa Cassel, um capanga, por insultá-lo. Osha, uma selvagem capturada, ajuda Brandon e Rickon Stark a escapar. No Punho dos Primeiros Homens, Jon Snow captura uma selvagem chamada Ygritte, mas se separa de sua patrulha quando ela tenta escapar e ele é forçado a persegui-la. Joffrey incita um motim em Porto Real, no qual ele quase morreu e Sansa é quase estuprada. Tywin permite que Baelish busque a fidelidade dos Tyrells. Um oficial suspeita de Arya; e ela tem H'ghar para matá-lo. Robb recebe notícias da traição de Theon e envia homens para retomar Winterfell. Em Qarth, Daenerys tenta conseguir um navio para levar seu pessoal a Westeros, e seus dragões são roubados. |              |                                                                        |                |                             |                     |                     |
| 17 | 7            | "A Man Without Honor" "(Um Homem Sem Honra)" (BR)                      | David Nutter   | David Benioff & D. B. Weiss | 13 de maio de 2012  | 3.69                |
| Theon começa a rastrear Brandon e Rickon. Tywin começa a procurar em Harrenhal o assassino de seu oficial. Ygritte continua suas tentativas de seduzir Jon Snow e, depois que Jon se distrai, ela escapa e o leva para uma armadilha. Ainda abalada pela revolta, Sansa fica horrorizada quando ela acorda e descobre que teve sua primeira menstruação e pode, assim, gerar os filhos de Joffrey. Ao saber disso, Cersei a avisa para não amar ninguém além de seus filhos, nem mesmo Joffrey. No acampamento de Robb, uma tentativa fracassada de fuga de Jaime deixa um guarda morto. Em Qarth, o bruxo Pree revela a Daenerys que ele roubou seus dragões, mas lhe dá a oportunidade de se reunir com eles antes de massacrar o Conselho dos Treze e estabelecer Daxos como o rei. Theon apresenta ao povo de Winterfell os cadáveres carbonizados de dois meninos, alegando que ele rastreou e matou Brandon e Rickon. |              |                                                                        |                |                             |                     |                     |
| 18 | 8            | "The Prince of Winterfell" "(O Príncipe de Winterfell)" (BR)           | Alan Taylor    | David Benioff & D. B. Weiss | 20 de maio de 2012  | 3.86                |
| Robb descobre que Catelyn libertou secretamente Jaime, agora escoltado por Brienne, para resgatar Sansa e Arya; ele a tranca em sua tenda e envia homens para encontrá-los, entrando também em um relacionamento romântico com Talisa. Yara chega a Winterfell para trazer Theon de volta a Pyke, criticando-o por suas ações. Tywin deixa Harrenhal para atacar Robb, o que leva Arya, Gendry e seu amigo Torta Quente a tentar uma fuga com a ajuda de H'ghar, que concorda para que Arya se abstenha de nomear H'ghar como o terceiro homem a matar. Em Porto Real, Cersei tenta chantagear Tyrion sequestrando Ros, a quem o primeiro acredita ser seu amante secreto. A caminho de Porto Real, Stannis promete a Davos fazer dele a Mão do Rei. Além da Muralha, o líder dos selvagens leva Jon Snow capturado e Halfhand ao seu rei, Rayder. Em Qarth, Jorah concorda em acompanhar Daenerys para Casa dos Mortos para recuperar seus dragões. Brandon e Rickon são revelados vivos e se escondendo em Winterfell. |              |                                                                        |                |                             |                     |                     |
| 19 | 9            | "Blackwater" "(Água Negra)" (BR)                                       | Neil Marshall  | George R. R. Martin         | 27 de maio de 2012  | 3.38                |
| A frota de Stannis Baratheon chega em Porto Real. Liderando a defesa da Fortaleza Vermelha, Tyrion destrói muitos dos navios de Stannis usando um navio cheio de Fogo Vivo, forçando Stannis atacar em terra. Sandor Clagane lidera a defesa do lado de fora do portão, mas é derrotado e retorna para dentro, avisando da derrota a Joffrey enquanto foge. Joffrey também escapa. Tyrion convence os guardas a lutar com ele. As forças de Stannis conseguem entrar no castelo, mas Tyrion lidera seus homens atrás do exército inimigo e através de túneis e ataques subterrâneos. Cersei vai para a sala do trono com Tommen, com a intenção de matá-lo. Shae convence Sansa a ir a seu quarto, onde Sandor se oferece para levá-la de volta a Winterfell; mas ela decide ficar. Quando Tyrion é ferido e Cersei está prestes a envenenar Tommen, o exército de Tywin, unido com o de Loras Tyrell, chega e derrota as forças de Stannis, fazendo este último recuar. |              |                                                                        |                |                             |                     |                     |
| 20 | 10           | "Valar Morghulis" "(Valar Morghulis)" (BR)                             | Alan Taylor    | David Benioff & D. B. Weiss | 3 de junho de 2012  | 4.20                |
| Joffrey deixa Sansa de lado em favor de se casar com Margaery Tyrell. Após seu pai se tornar o Mão do Rei, Tyrion teme por sua segurança. Brienne e Jaime são vistos por três soldados Stark, e a mulher mata todos eles. Catelyn não consegue dissuadir Robb de se casar com Talisa. Em Qarth, Daenerys se aventura na Casa dos Mortos e recupera com sucesso seus dragões, que matam Pree. Ela então sela Daxos dentro de seu próprio cofre e reivindica sua riqueza para si mesma. Em Winterfell, Theon tenta convencer seus homens a lutar contra o exército de Robb, mas eles o deixam inconsciente e vão embora. Brandon Stark é convencido a ir para a Muralha em busca de segurança. Arya, tendo escapado de Harrenhal com Torta Quente e Gendry, recebe o presente de uma moeda valiosa de H'ghar, que muda magicamente seu rosto. Ao norte da Muralha, Jon Snow é forçado a matar para provar sua lealdade aos selvagens enquanto um exército de Caminhantes Brancos rodeia o Punho dos Primeiros Homens. |              |                                                                        |                |                             |                     |                     |